# Bandknoten

Eine Scheibe mit zwei Bandsingularitäten

In der Mathematik bezeichnet man einen Knoten als Bandknoten, wenn er eine Scheibe berandet, 
deren Selbstschnitte nur aus Bandsingularitäten bestehen.

## Definition

Der Knoten in einer Darstellung als Bandknoten

Ein Bandknoten ist ein als Rand einer immersierten Kreisscheibe {\displaystyle f\colon D^{2}\to S^{3}} eingebetteter Knoten {\displaystyle K=f(S^{1})}, wobei die Immersion der Kreisscheibe die folgende Eigenschaft hat: jede Komponente des Selbstschnitts ist ein Intervall {\displaystyle A\subset f(D^{2})}, für das {\displaystyle f^{-1}(A)} aus zwei Intervallen in {\displaystyle D^{2}} besteht, von denen wiederum eines vollständig im Inneren von {\displaystyle D^{2}} liegt. Die Abbildungen zeigen Beispiele mit zwei bzw. drei Bandsingularitäten.

## Slice-Ribbon-Vermutung
Jeder Bandknoten ist ein Scheibenknoten. Eine Vermutung von Ralph Fox besagt, dass auch umgekehrt jeder (glatte) Scheibenknoten ein Bandknoten ist (eine Vermutung von 1961, siehe Literatur).